# Ayat-sur-Sioule
Pour les articles homonymes, voir Ayat et Sioule (homonymie).
Ayat-sur-Sioule est une commune française située dans le département du Puy-de-Dôme, en région Auvergne-Rhône-Alpes.

## Géographie
Le bourg d'Ayat est situé sur les hauteurs dominant la rive gauche de la Sioule. Au sud, Ayat est séparé de Châteauneuf-les-Bains par le vallon du Braynant, qui coule vers la Sioule.
Ses communes limitrophes sont :
|                          | Neuf-Église Menat     | Saint-Rémy-de-Blot |
| Sainte-Christine         | Ayat-sur-Sioule       | Lisseuil           |
| Saint-Gervais-d'Auvergne | Châteauneuf-les-Bains | Blot-l'Église      |

La commune est traversée par les routes départementales 99 (vers Sainte-Christine et Châteauneuf-les-Bains) et 122 (vers Teilhet et Blot-l'Église).

## Climat
Pour des articles plus généraux, voir Climat d'Auvergne-Rhône-Alpes et Climat du Puy-de-Dôme.
En 2010, le climat de la commune est de type climat des marges montargnardes, selon une étude du Centre national de la recherche scientifique s'appuyant sur une série de données couvrant la période 1971-2000. En 2020, Météo-France publie une typologie des climats de la France métropolitaine dans laquelle la commune est exposée à un climat de montagne ou de marges de montagne et est dans la région climatique Ouest et nord-ouest du Massif Central, caractérisée par une pluviométrie annuelle de 900 à 1 500 mm, maximale en automne et en hiver.
Pour la période 1971-2000, la température annuelle moyenne est de 10,1 °C, avec une amplitude thermique annuelle de 15,8 °C. Le cumul annuel moyen de précipitations est de 802 mm, avec 10,5 jours de précipitations en janvier et 6,9 jours en juillet. Pour la période 1991-2020, la température moyenne annuelle observée sur la station météorologique de Météo-France la plus proche, « Saint-Gervais-d'Auvergne », sur la commune de Saint-Gervais-d'Auvergne à 6 km à vol d'oiseau, est de 9,8 °C et le cumul annuel moyen de précipitations est de 825,6 mm,. Pour l'avenir, les paramètres climatiques de la commune estimés pour 2050 selon différents scénarios d'émission de gaz à effet de serre sont consultables sur un site dédié publié par Météo-France en novembre 2022.

## Urbanisme

### Typologie
Au 1er janvier 2024, Ayat-sur-Sioule est catégorisée commune rurale à habitat très dispersé, selon la nouvelle grille communale de densité à sept niveaux définie par l'Insee en 2022.
Elle est située hors unité urbaine et hors attraction des villes,.

### Occupation des sols
L'occupation des sols de la commune, telle qu'elle ressort de la base de données européenne d’occupation biophysique des sols Corine Land Cover (CLC), est marquée par l'importance des territoires agricoles (63 % en 2018), une proportion identique à celle de 1990 (63 %). La répartition détaillée en 2018 est la suivante : zones agricoles hétérogènes (48,1 %), forêts (37 %), prairies (14,9 %). L'évolution de l’occupation des sols de la commune et de ses infrastructures peut être observée sur les différentes représentations cartographiques du territoire : la carte de Cassini (XVIIIe siècle), la carte d'état-major (1820-1866) et les cartes ou photos aériennes de l'IGN pour la période actuelle (1950 à aujourd'hui).

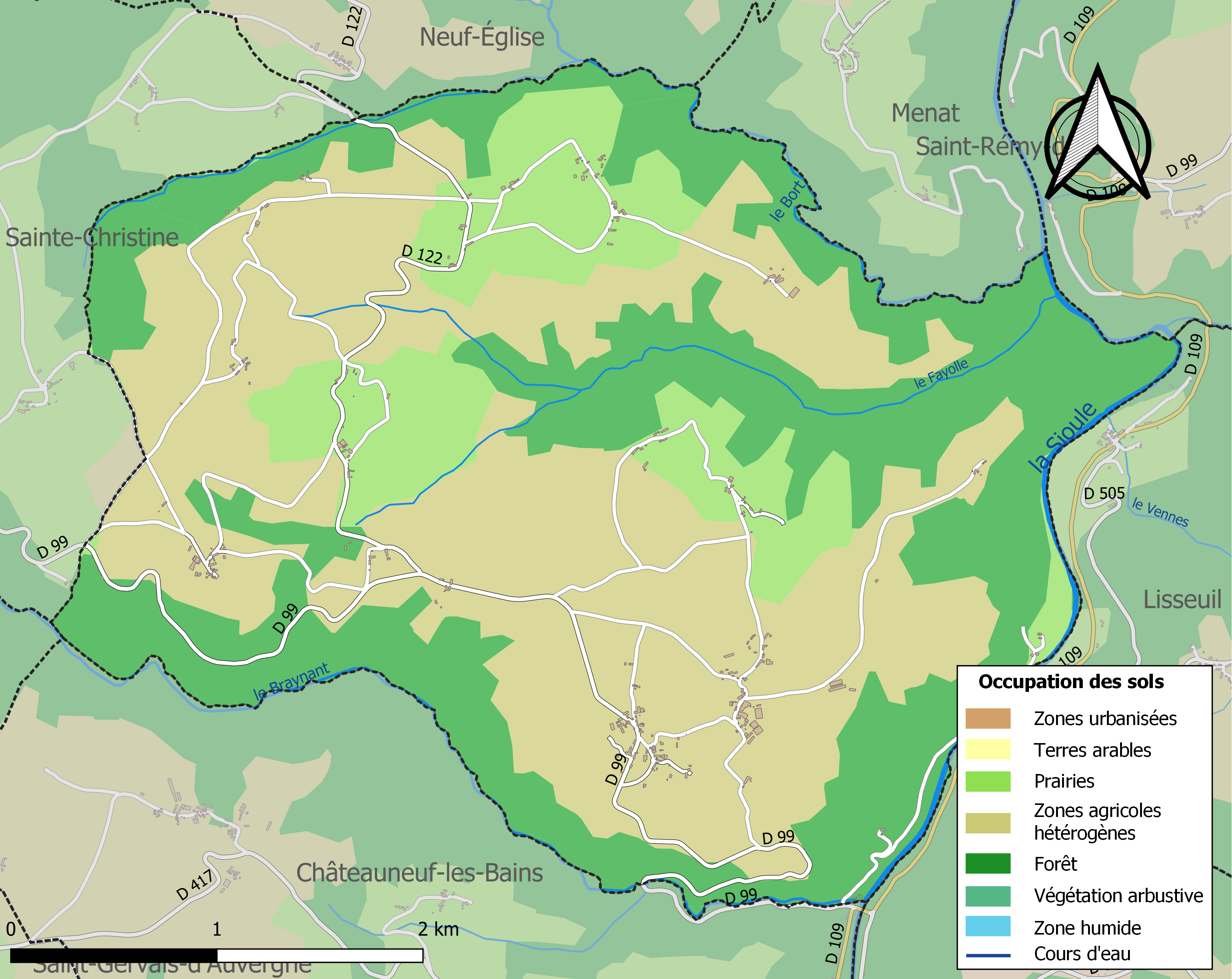
Carte des infrastructures et de l'occupation des sols de la commune en 2018 (CLC).

## Toponymie
Son nom est traditionnellement Saint-Hilaire d'Ayat. Dans le parler local, encore auvergnat contrairement à la commune voisine de Sainte-Christine où le dialecte appartient déjà au Croissant,,,, le village est nommé Sent Hilaire.

## Histoire

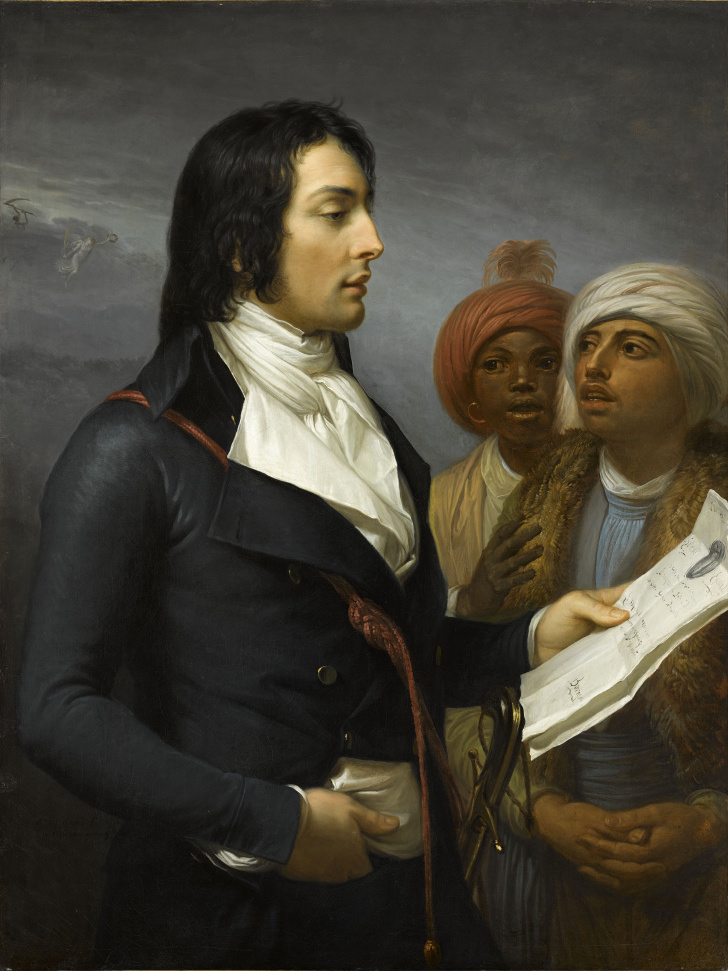
Louis Charles Antoine Desaix par Andrea Appiani.

Naissance, le 17 août 1768, au château d'Ayat, du général Louis Charles Antoine Desaix. Baptême de ce dernier, le lendemain, 18 août 1768, dans l'église d'Ayat.
Inauguration du monument à la mémoire de Desaix, lors du 122e anniversaire de sa naissance, le 17 août 1890. Ce monument est dû à l'architecte Charles Arnaud.
Seconde guerre mondiale : Ayat-sur-Sioule appartenait à la zone 13, zone de résistance. Le Maquis des Bougets se forma à Ayat, et ces résistants participèrent à des parachutages et faits de guerre.
Les dates importantes sont :    
- 11 Avril 1943 : Premier parachutage à Ayat (Terrain « Desaix »)
- 19 Avril 1943 : Deuxième parachutage à Ayat
- 16 Juillet 1943 : Troisième parachutage
- 14 Septembre 1943 : Quatrième parachutage
- 3 Décembre 1943 : Création du Maquis de la Côte de l’Ane à Ayat par le Belge « François ».
- 11 Avril 1944 : Cinquième parachutage par 5 avions
- 10 Mai 1944 : Sixième parachutage
- 16 Mai 1944 : Attaque des GMR de Pétain contre le Groupe Laurent à Ayat. Ils sont stoppés par le tir des fusils mitrailleurs de « Géranium » et de « Pierrot » à La Forêt, route d’Ayat à Neuf Eglise. « Géranium », blessé, est fait prisonnier. Les GMR pillent la maison de Lucien Soulier
- Nuit du 4/5 Juin 1944 : Un convoi venant de Montluçon pour le Mont Mouchet, sous le commandement du Capitaine Lépine « Barbouillé », fait halte à Ayat et repart en emmenant des volontaires d’Ayat, Saint Eloy et Saint Rémy de Blot
- 12 Juillet 1944 : Arrivée du Commandant Lavenue, nommé Commandant Militaire de la Zone de Guerillas n°13. Installation aux Beuniers (commune d’Ayat)

## Politique et administration

### Découpage territorial
La commune d'Ayat-sur-Sioule est membre de la communauté de communes du Pays de Saint-Éloy, un établissement public de coopération intercommunale (EPCI) à fiscalité propre créé le 1er janvier 2017 dont le siège est à Saint-Éloy-les-Mines. Ce dernier est par ailleurs membre d'autres groupements intercommunaux.
Sur le plan administratif, elle est rattachée à l'arrondissement de Riom, à la circonscription administrative de l'État du Puy-de-Dôme et à la région Auvergne-Rhône-Alpes. Jusqu'en mars 2015, elle faisait partie du canton de Saint-Gervais-d'Auvergne.
Sur le plan électoral, elle dépend du canton de Saint-Éloy-les-Mines pour l'élection des conseillers départementaux, depuis le redécoupage cantonal de 2014 entré en vigueur en 2015, et de la deuxième circonscription du Puy-de-Dôme pour les élections législatives, depuis le dernier découpage électoral de 2010.

### Élections municipales et communautaires

#### Élections de 2020
Le conseil municipal d'Ayat-sur-Sioule, commune de moins de 1 000 habitants, est élu au scrutin majoritaire plurinominal à deux tours avec candidatures isolées ou groupées et possibilité de panachage. Compte tenu de la population communale, le nombre de sièges à pourvoir lors des élections municipales de 2020 est de 11. La totalité des onze candidats en lice est élue dès le premier tour, le 15 mars 2020, avec un taux de participation de 75,18 %.

#### Chronologie des maires

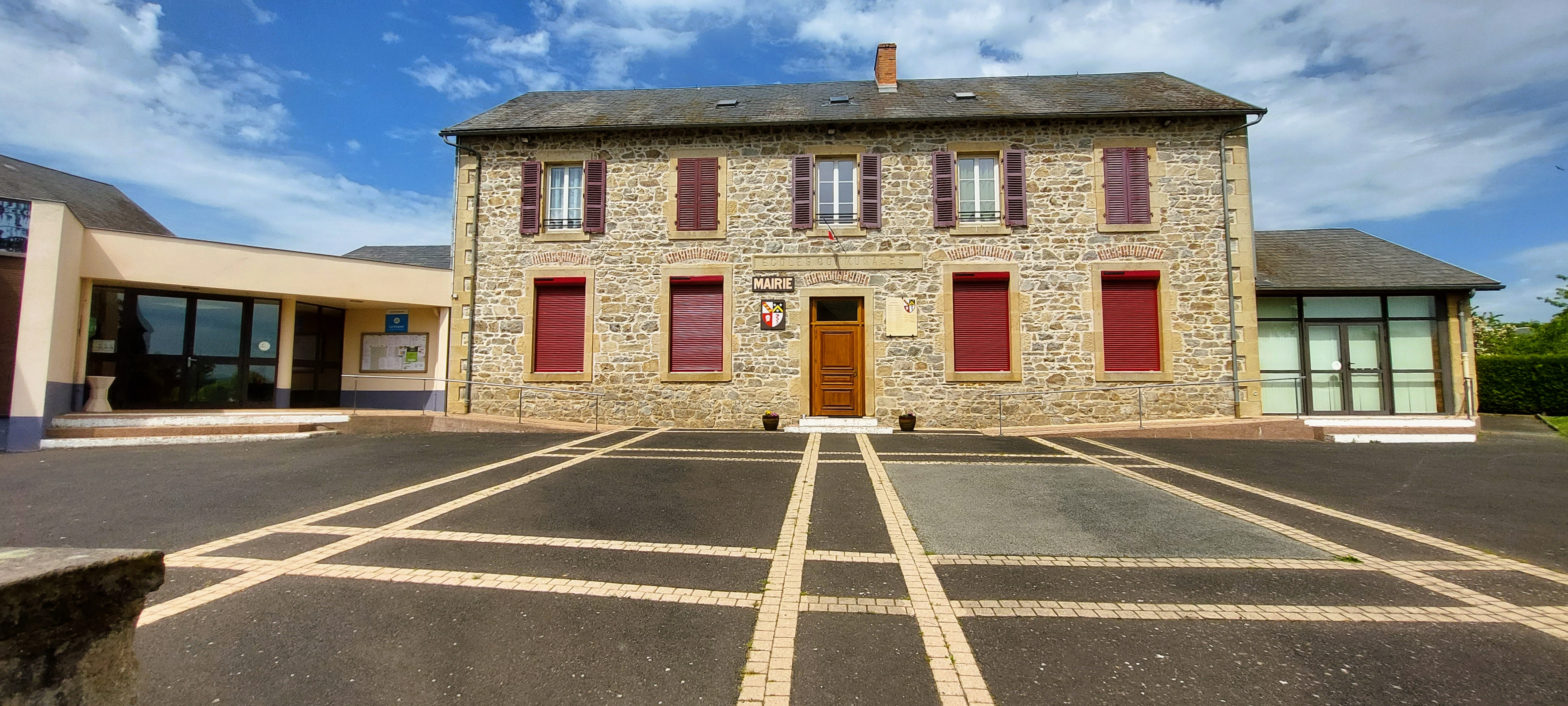
La mairie.

| Période                                  | Période                   | Identité            | Étiquette | Qualité  |
| ---------------------------------------- | ------------------------- | ------------------- | --------- | -------- |
| Les données manquantes sont à compléter. |                           |                     |           |          |
| mars 2008                                | mai 2020                  | Michel Rieu         |           | Retraité |
| mai 2020                                 | En cours (au 2 août 2020) | Jean-Claude Bellard |           | Retraité |

## Population et société

### Démographie
Les habitants sont nommés les Ayatois
L'évolution du nombre d'habitants est connue à travers les recensements de la population effectués dans la commune depuis 1793. Pour les communes de moins de 10 000 habitants, une enquête de recensement portant sur toute la population est réalisée tous les cinq ans, les populations de référence des années intermédiaires étant quant à elles estimées par interpolation ou extrapolation. Pour la commune, le premier recensement exhaustif entrant dans le cadre du nouveau dispositif a été réalisé en 2004.

En 2022, la commune comptait 134 habitants, en évolution de −8,84 % par rapport à 2016 (Puy-de-Dôme : +2,1 %, France hors Mayotte : +2,11 %).
| 1793 | 1800 | 1806 | 1821 | 1831 | 1836 | 1841 | 1846 | 1851 |
| ---- | ---- | ---- | ---- | ---- | ---- | ---- | ---- | ---- |
| 502  | 518  | 553  | 590  | 632  | 655  | 670  | 652  | 654  |

| 1856 | 1861 | 1866 | 1872 | 1876 | 1881 | 1886 | 1891 | 1896 |
| ---- | ---- | ---- | ---- | ---- | ---- | ---- | ---- | ---- |
| 656  | 627  | 591  | 586  | 567  | 547  | 506  | 487  | 507  |

| 1901 | 1906 | 1911 | 1921 | 1926 | 1931 | 1936 | 1946 | 1954 |
| ---- | ---- | ---- | ---- | ---- | ---- | ---- | ---- | ---- |
| 468  | 488  | 483  | 416  | 382  | 352  | 322  | 340  | 266  |

| 1962 | 1968 | 1975 | 1982 | 1990 | 1999 | 2004 | 2006 | 2009 |
| ---- | ---- | ---- | ---- | ---- | ---- | ---- | ---- | ---- |
| 222  | 196  | 161  | 159  | 134  | 122  | 130  | 133  | 145  |

| 2014 | 2019 | 2022 | - | - | - | - | - | - |
| ---- | ---- | ---- | - | - | - | - | - | - |
| 148  | 139  | 134  | - | - | - | - | - | - |

## Culture locale et patrimoine

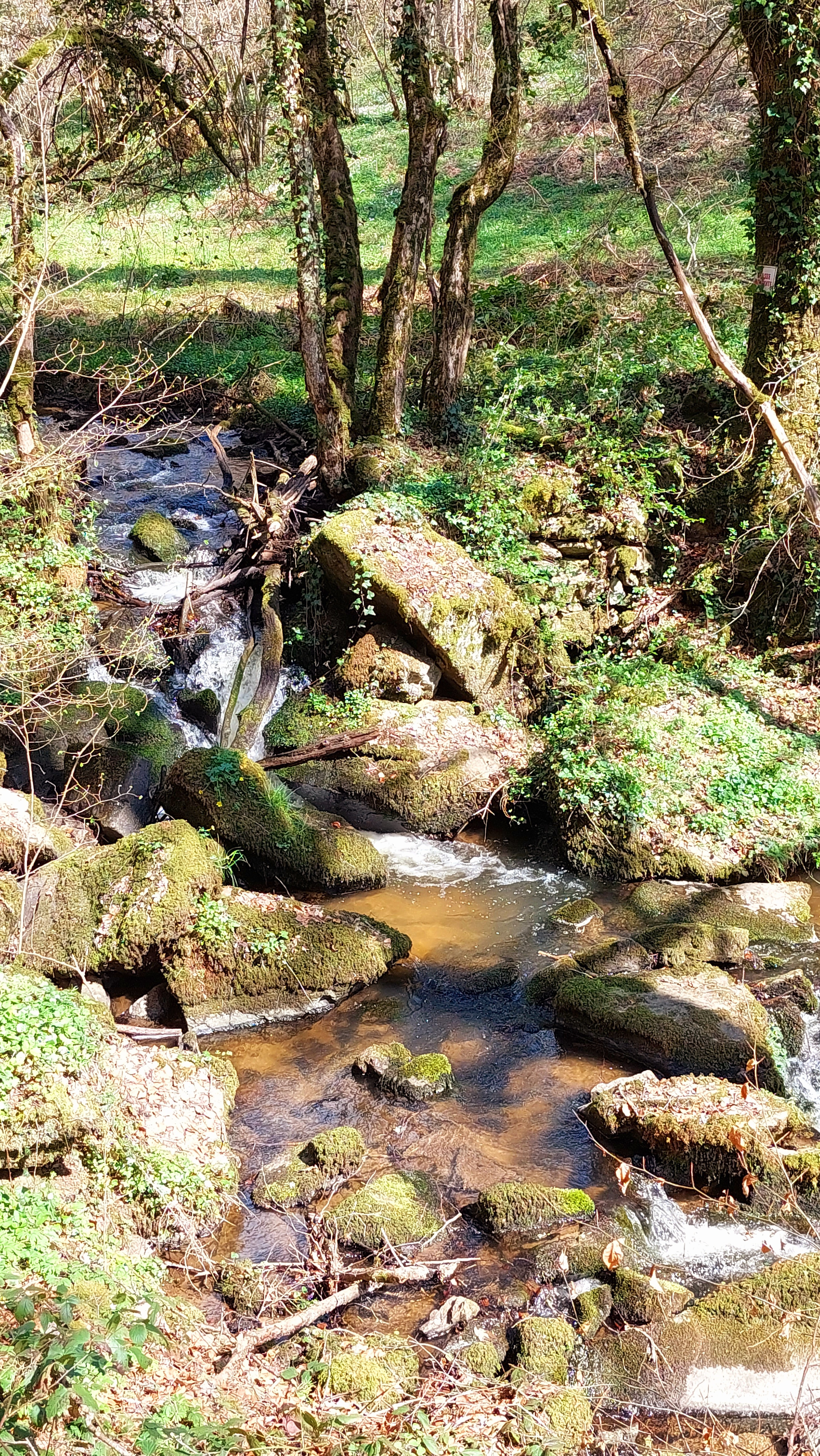
Vallon du Braynant.

### Lieux et monuments
- Église paroissiale Saint-Hilaire, construite selon un plan en croix latine.
- Monument au Général Desaix[31] : stèle rappelant ses campagnes militaires, entourée de canons d'époque.  - Monument au Général Desaix

Monument au Général Desaix
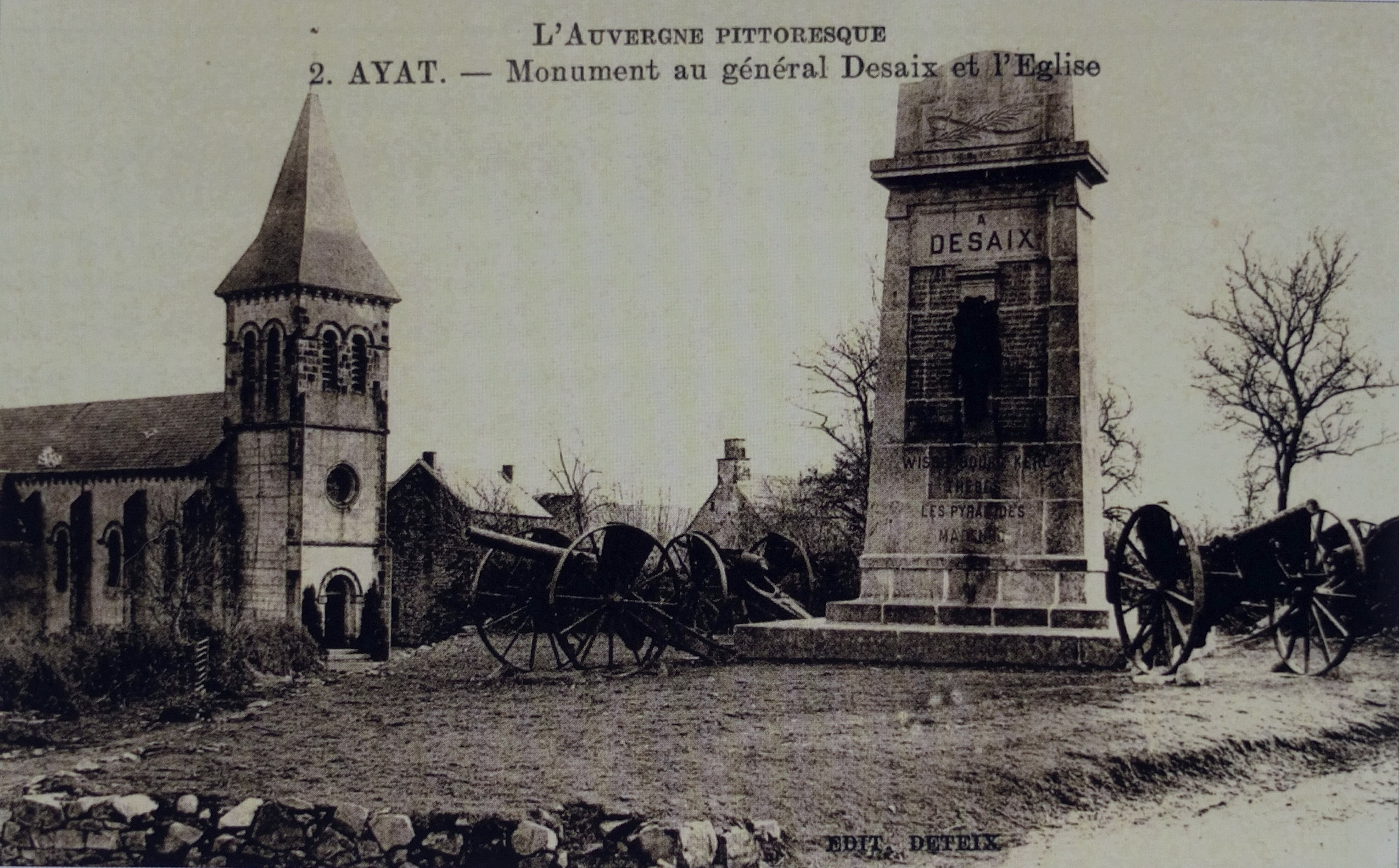
Le monument inauguré en 1890, sur une carte postale ancienne
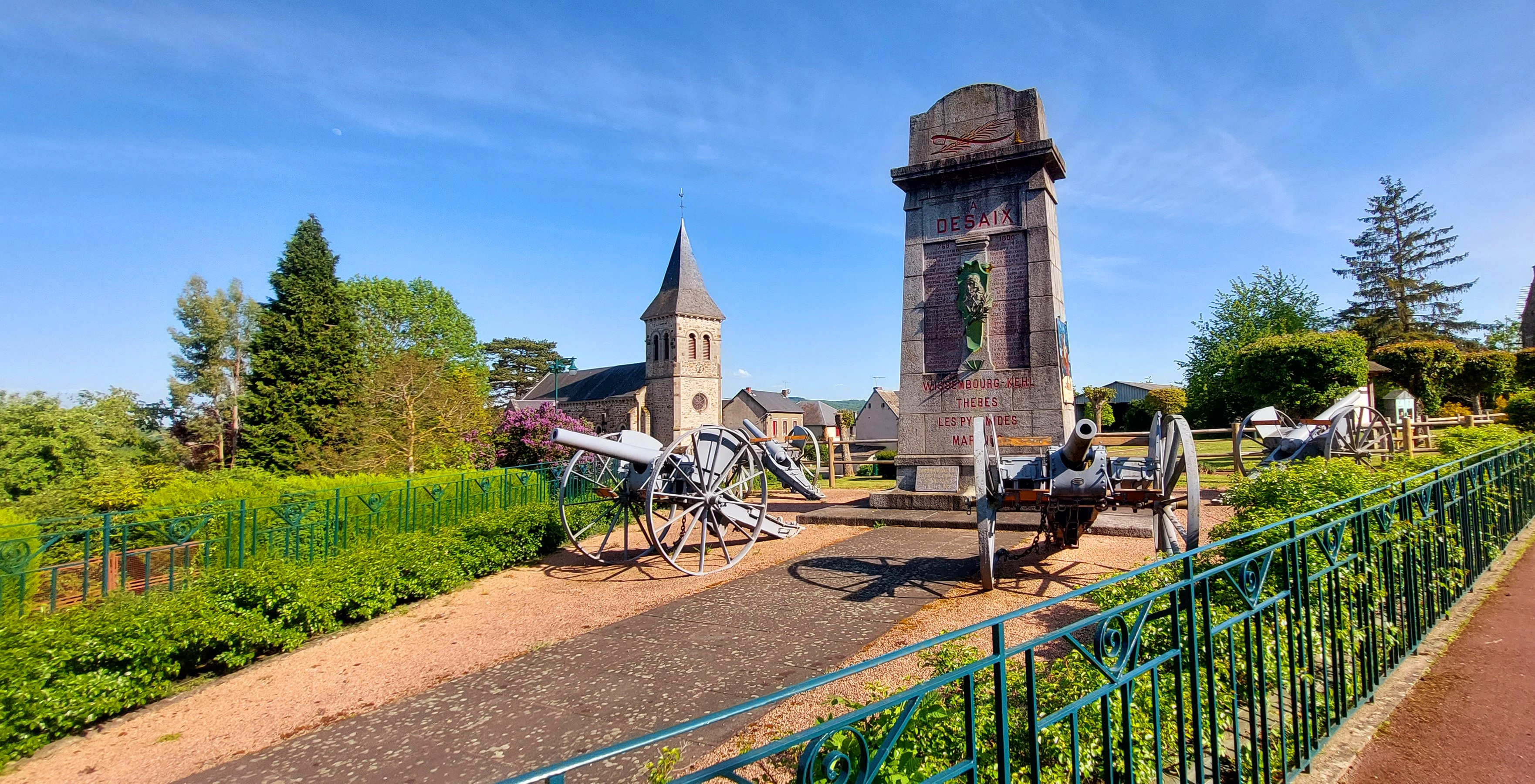
Monument et église Saint-Hilaire en 2022
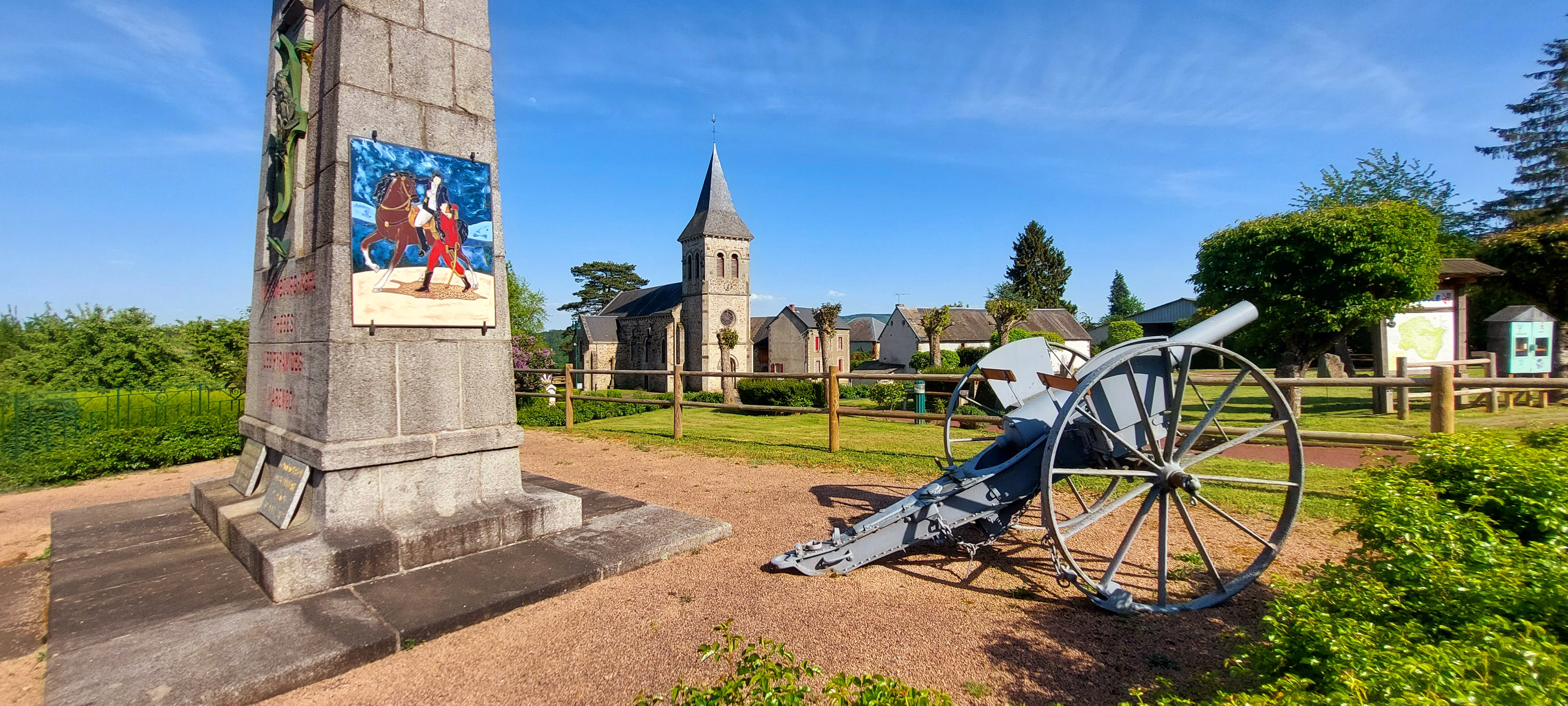
Monument et église Saint-Hilaire en 2022
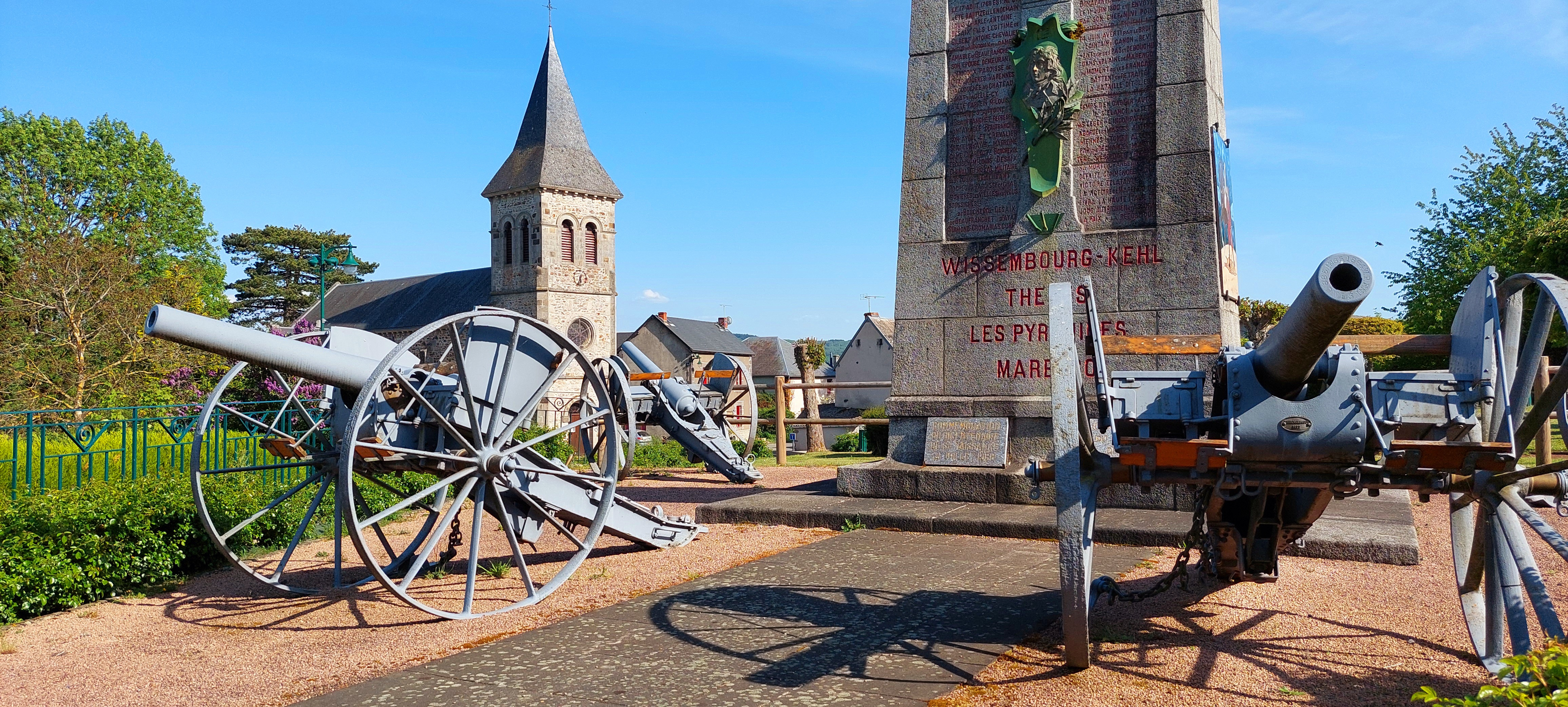
Monument et église Saint-Hilaire en 2022
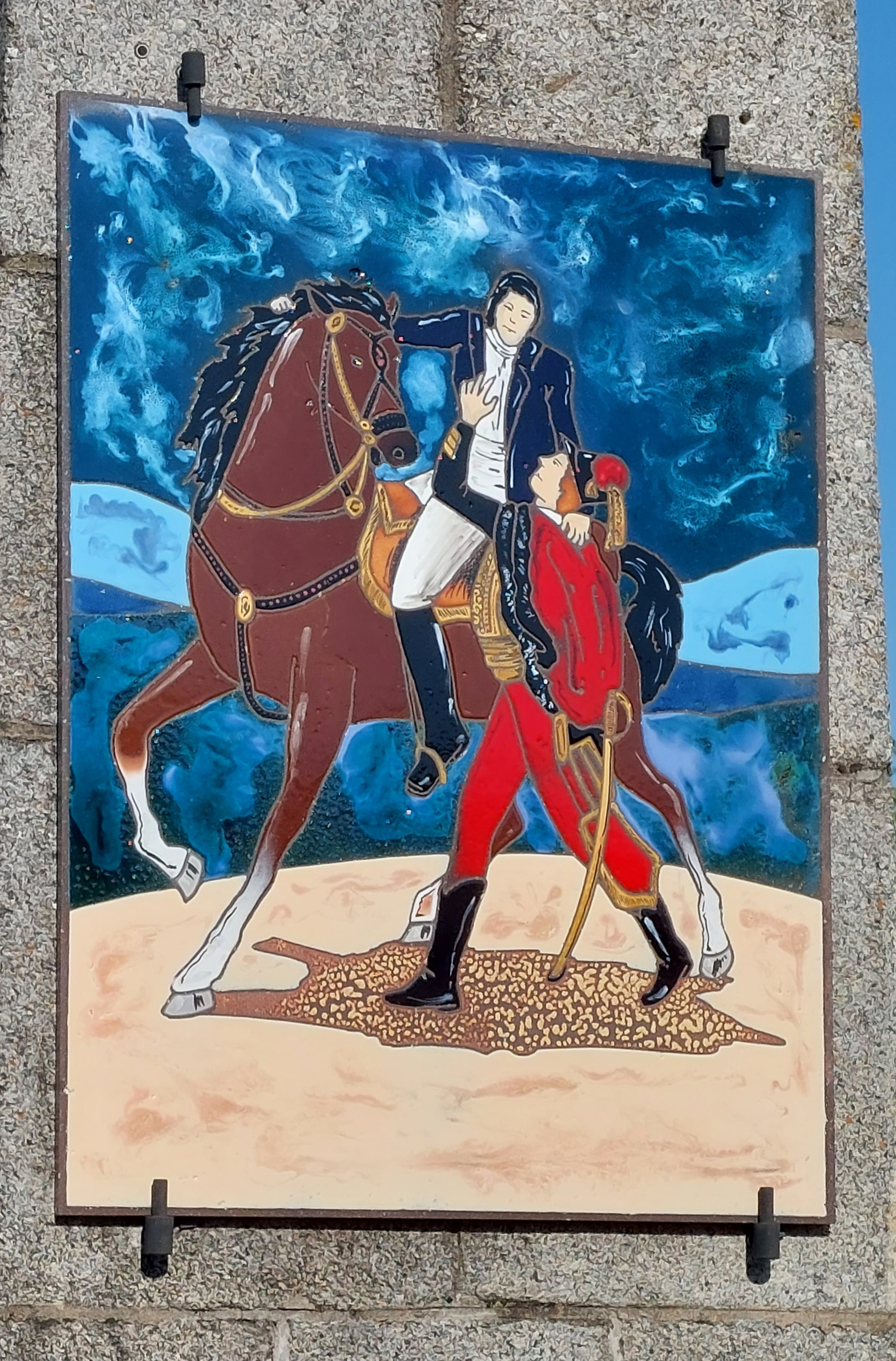
Détail du monument

  - Le monument inauguré en 1890, sur une carte postale ancienne
  - Monument et église Saint-Hilaire en 2022
  - Monument et église Saint-Hilaire en 2022
  - Monument et église Saint-Hilaire en 2022
  - Détail du monument

### Personnalités liées à la commune
- Jacques de Beaufranchet (1731-1757), seigneur d'Ayat, officier, mort à la bataille de Rossbach. Il est l'époux de Marie-Louise O'Murphy et l'oncle du général Desaix.
- Marie-Louise O'Murphy (1737-1814), modèle du peintre François Boucher, maîtresse de Louis XV, épouse de Jacques de Beaufranchet, mère de Louis Charles Antoine de Beaufranchet et tante du général Desaix.
- Louis Charles Antoine de Beaufranchet (1757-1812), fils de Jacques de Beaufranchet et de Marie-Louise O'Murphy, est un officier de la Révolution et du Premier Empire.
- Le général Louis Charles Antoine Desaix (1768-1800), général de la Révolution. Il a pris part, aux côtés de Bonaparte, à la campagne d'Égypte, à la bataille des Pyramides et à la campagne d'Italie (1799-1800). Il est mort en héros à la bataille de Marengo (Italie).